# Aparcamiento prolongado
"Aparcamiento prolongado" es el episodio número 64 de Los Soprano, serie de HBO, y el duodécimo de la quinta temporada. Escrito por Terence Winter y dirigido por Tim Van Patten, se emitió por primera vez el 23 de mayo de 2004.

## Reparto
- James Gandolfini como Tony Soprano
- Lorraine Bracco como Dr. Jennifer Melfi
- Edie Falco como Carmela Soprano
- Michael Imperioli como Christopher Moltisanti
- Dominic Chianese como Corrado Soprano, Jr.
- Steven Van Zandt como Silvio Dante
- Tony Sirico como Paulie Gualtieri
- Robert Iler como Anthony Soprano, Jr.
- Jamie-Lynn DiScala como Meadow Soprano
- Drea de Matteo como Adriana La Cerva
- Aida Turturro como Janice Soprano Baccalieri
- Vincent Curatola como Johnny Sack
- John Ventimiglia como Artie Bucco
- and Steve Buscemi como Tony Blundetto

### Estrellas invitadas
- Frankie Valli como Rusty Millio
- Ray Abruzzo como Carmine Lupertazzi, Jr.
- Karen Young como Agent Robyn Sanseverino
- Frank Vincent como Phil Leotardo
- Matt Servitto como Agent Dwight Harris
- Leslie Bega como Valentina La Paz
- Joseph R. Gannascoli como Vito Spatafore
- Frank Pellegrino como Bureau Chief Frank Cubitoso
- Chris Caldovino como Billy Leotardo
- Emad Tarabay como Matush
- Homie Doroodian como Kamal
- Arthur Nascarella como Carlo Gervasi
- George Loros como Raymond Curto
- Frank Albanese como tío Pat Blundetto
- Santos como Gilbert Nieves
- Patty McCormack como Liz La Cerva
- Vinnie Vella, Sr. como Jimmy Petrille
- Felicity LaFortune como Dr. Sarah Klum
- Danny Petrillo como Tony Soprano adolescente
- Kyle Head como Tony Blundetto adolescente
- Adam Sietz como Walter
- Marc Damon Johnson como Ship Leader
- Jelani Jeffries como niño #1
- Esley Tate como niño #2
- Tony Siragusa como Frankie Cortese

## Resumen del episodio
Adriana La Cerva acude con su madre al médico, que le revela que sus problemas gastrointestinales han desembocado en una colitis ulcerosa. Cuando el médico le prescribe glucocorticoides, su madre protesta diciendo que los efectos secundarios (como hinchazón facial) pondrían en peligro la inminente boda de su hija.
Después de la muerte de Billy Leotardo a manos de Tony Blundetto, la familia Soprano se ve forzada a sentarse con Johnny Sack y la familia Lupertazzi. Tony expresa sus condolencias a Phil Leotardo, le asegura que su primo actuó solo y sin su autorización y que desconoce su paradero, ya que se ha escondido. Sin embargo, el contingente de Nueva York no queda satisfecho. Phil no es capaz de contenerse; insulta a Tony, amenaza con matar a alguno de sus familiares y acaba siendo retirado de la reunión. Johnny Sack también amenaza, sugiriendo que otro de los primos de Tony sustituya a Blundetto, a lo que Christopher protesta, ofendido. Antes de que acabe el encuentro, Sack advierte a Tony de que ponga a Blundetto “en su sitio”. 
Little Carmine teme posibles represalias derivadas de los asesinatos de Angelo Garepe y Billy Leotardo. Pierde los nervios y anuncia su retirada del enfrentamiento con Johnny Sack a sus socios, que muestran abiertamente su decepción.
Christopher ha empezado a beber alcohol de forma abierta y con bastante frecuencia y Tony lo riñe por echar a perder una operación de distribución de cigarillos de contrabando que él supervisaba. Ya en casa, delante de Adriana, explota de nuevo por el trato injusto que le da Tony, que lo humilla constantemente y lo pone en peligro por lo que él cree una protección hipócrita de Tony hacia su primo Tony B. Adriana llora.
Un grupo de colegiales de excursión por la playa de Jersey encuentran un cuerpo que el mar ha arrastrado hacia las rocas.
Durante las tareas de vigilancia del “Crazy Horse”, el club nocturno de Adriana, el FBI observa un extraño comportamiento en ella: la ven sacar una bolsa de basura del club y echarla al contenedor, y segundos después volver a por la bolsa y ponerla en el maletero de su coche. Al enterarse de que el Crazy Horse está siendo investigado por detectives locales, deciden llamar a Adriana para interrogarla.
Tony se acerca a Carmela con la intención de volver a casa. Cenan en el Nuovo Vesuvio, donde él le promete que sus “indiscreciones” no afectarán a Carmela, pero ella se muestra dubitativa y reacia, y le pide más. Quiere que Tony le de $600,000 para empezar a construir una “casa sobre plano” (spec house, en inglés) en una parcela que ella considera una buena inversión. Tony accede y dice que volverá a casa. Luego visita a su novia Valentina y rompe con ella. Todavía en el hospital por las heridas que se ocasionó mientras cocinaba para Tony, lleva la cabeza vendada para cubrir las heridas y la pérdida del cabello provocadas por las quemaduras. Cuando Tony rompe con ella, amenaza con suicidarse. Tony empieza a recibir llamadas en las que el llamante permanece en silencio, y él sospecha que se trata de su primo Tony B.
Cuando Tony vuelve a casa con sus maletas, es recibido por A.J. Le da a Carmela un regalo – un pañuelo Hermès. Durante la cena, los tres toman champagne para celebrar su reconciliación y Tony propone un brindis por la gente que ama. Carmela dice que “echaba un poco de menos” hacer tareas para su marido y los dos acaban haciendo el amor.
Tony recibe una llamada de Tony B y finalmente hablan. Tony B le pide disculpas a Tony por ponerlo en un aprieto con la familia de Nueva York. Tony accede a cuidar a los dos hijos de Blundetto y le confiesa la verdad sobre lo ocurrido la noche en la que Blundetto fue arrestado hace años – Tony S siempre había dicho que lo atracaron dos hombres negros no identificados, pero en realidad se desmayó en un ataque de pánico después de una discusión con su madre. 
Tony B no parece inmutarse por la revelación, pero se horroriza cuando le pregunta a su primo si todo lo que Tony S ha hecho por él ha sido por el sentimiento de culpa tenía por el desmayo. Tras la llamada, Tony consigue localizar el paradero de su primo gracias a un localizador colocado en su teléfono. Tony B lo llamaba de un negocio cercano a la granja del tío Pat en Kinderhook, Nueva York, y más tarde, después de hablar con el tío Pat (que se ha mudado a Florida), Tony se entera de que la casa está vacía y su venta se ha demorado por obstáculos burocráticos. Veremos a Tony más adelante sentado en el jardín, bebiendo y recordando los tiempos de la niñez con su primo.
El FBI sospecha que Adriana está involucrada en el asesinato de Gilbert Nieves (el hombre encontrado muerto en la playa de Jersey) ocurrido en su club. Adriana se desmorona y confiesa que conocía el homicidio: Matush, un traficante anteriormente asociado con Jackie Aprile Jr., y su socio estaban en la oficina de Adriana enviando unos documentos por fax cuando fueron atacados, navaja en mano, por un cliente descontento (Nieves) que reclamaba el dinero de una compra de cocaína que, según él, no había resultado ser más que polvos de talco. Los traficantes lo atacaron, lo tiraron al suelo y Matush lo apuñaló varias veces usando la propia navaja de Nieves. Adriana, que había tomado algo de éxtasis, se encontró de repente con la escena, pero Matush le aseguró que nadie se enteraría del asesinato. Después ayudó a Matush y a su amigo, que retiró el cuerpo, a eliminar todas las pruebas deshaciéndose de los trapos manchados de sangre usados para limpiar la escena. El FBI amenaza a Adriana con una sentencia de 25 años de cárcel por obstruir la investigación de un homicidio, pero ella pide un abogado. El FBI usa la táctica de demorar la asignación de un abogado, y la retiene durante más de 8 horas, antes de que la agente Sanseverino consiga convencerla para que colabore. Aunque se niega a “llevar un micrófono”, Adriana les pide hablar primero con Christopher para intentar convercerlo de cooperar como espía hasta que el FBI los coloque en el Programa de Protección de Testigos. Cubitoso, el jefe, acuerda con Sanseverino seguir con el plan, pero le comenta que el Buró no podrá proveer a Adriana de ninguna protección cuando intente acercarse a Christopher, al no disponer de ningún dispositivo de escucha encubierta.
Adriana llega a casa y, entre lágrimas, le confiesa a Christopher que ha estado cooperando con el FBI; él reacciona violentamente y la estrangula casi hasta la muerte, aunque después empieza a lamentarse. Después, más calmado, parece acceder a la sugerencia de Adriana de dejarlo todo y mudarse a otro lugar. Él le dice que la quiere y sale a comprar cigarrillos; sin embargo, mientras está en la gasolinera echando combustible a su Hummer H2, se lo piensa dos veces mientras observa a un hombre pobre y a su familia apretujarse en un viejo Chevrolet Citation abarrotado de trastos y lleno de golpes.
Más tarde, Adriana recibe una llamada de Tony, que le dice que Christopher ha intentado suicidarse y que Silvio va de camino a recogerla para llevarla al hospital. Adriana despierta de su fantasía en la que dejaba Jersey en su propio coche con sus maletas; ahora está en el coche de Silvio y comienza a llorar. Viéndola apenada, Silvio le dice que Christopher está bien y que todo saldrá bien. Empieza a ser evidente que la historia del suicidio de Christopher era falsa, a medida que Silvio se adentra en el bosque y gira por un camino de tierra. Ella se esfuerza por escapar del coche, pero Silvio la agarra y la tira al suelo. Adriana, desesperada, intenta escapar gateando, pero Silvio saca una pistola y dispara dos veces.
Poco después, Christopher termina de empaquetar la ropa y las pertenencias de Adriana en una maleta (tarea que ella misma había iniciado), la arroja en una zona industrial pantanosa en Newark, conduce su Ford Thunderbird al Aeropuerto Internacional Liberty de Newark, lo deja en el área de “aparcamiento prolongado” y se marcha. 
Se corre la voz en New Jersey de que Johnny Sack será el sucesor indiscutible de Carmine Lupertazzi y Tony queda con el nuevo Jefe en un descampado bajo el puente Manhattan en Brooklyn, como de costumbre. Tony le pide ser él quien tenga la oportunidad de matar a su primo Tony B para que no sufra, pero Sack no acepta la oferta. Le dice a Tony que Phil Leotardo lo va a hacer “a su manera”. Tras oír eso, Tony retira su oferta maldiciendo a Sack, indicando que a su primo no le pasará nada, y marchándose furioso.
Más tarde, Tony va al Bada Bing! y encuentra a Christopher viendo ¡Three Amigos! en la trastienda. En seguida se da cuenta de que Christopher está colocado; admite haber esnifado algo de heroína porque no puede soportar el dolor que le provoca la pérdida de Adriana, y le dice a Tony que la amaba. Tony pierde la compostura y le da a Christopher una buena paliza.
En vista de que Adriana está desaparecida, la agente Sanseverino cree que puede haber huido en avión, pero su jefe, Cubitoso, no está convencido de tal perspectiva. Sanseverino se da cuenta de lo fútil que parece su versión de lo ocurrido y sale corriendo de la oficina. El agente Harris le pregunta a Cubitoso sobre el caso de Nieves; Cubitoso le responde que como Matush está enviando dinero a su casa en Pakistán, quizás debería jugar la carta de la lucha contra el terrorismo y dejar el caso en manos del departamento de policía Long Branch.
Carmela y Tony inspeccionan la zona en la que Carmela planea edificar su casa, que casualmente es similar al área en la que Adriana ha sido asesinada. Tony se sienta en el tronco de un árbol para contemplar las cosas con calma por un momento, mientras Carmela permanece de pie a su lado.

## Muertes
- Adriana La Cerva:  Asesinada a manos de Silvio Dante, después de haber estado más de un año pasando información al FBI.